# Viscosimetro
Il viscosimetro è uno strumento che si usa per misurare la viscosità dei fluidi.

## Viscosimetro a capillare

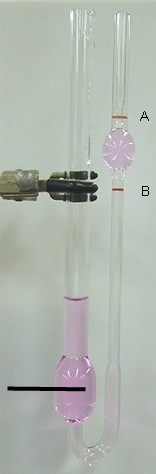
Viscosimetro a capillare Ostwald

Il metodo classico di misura è dovuto a George Gabriel Stokes e consiste nel misurare il tempo che un fluido impiega a transitare attraverso un capillare di vetro di lunghezza nota. Questo metodo è tuttora utilizzato per la misurazione standard della viscosità dell'acqua e più in generale per i fluidi newtoniani. In condizioni ideali può avere una precisione dello 0,1% circa.
Non è adatto alla misura in fluidi ad alta viscosità o contenenti particelle solide. Inoltre non si può utilizzare con fluidi non newtoniani.

### Determinazione della viscosità
La determinazione della viscosità è basata sulla legge di Poiseuille:
{\displaystyle {\frac {dV}{dt}}=v\pi R^{2}={\frac {\pi R^{4}}{8\eta }}\left({\frac {-\Delta P}{\Delta x}}\right)={\frac {\pi R^{4}}{8\eta }}{\frac {|\Delta P|}{L}}}
in cui t è il tempo di eluizione di un volume V di fluido. Il rapporto {\displaystyle {\frac {dV}{dt}}} dipende dal valore del raggio del capillare R, dalla pressione applicata P, dalla lunghezza del capillare L e dalla viscosità dinamica η.
La differenza media di pressione è data da:
{\displaystyle \Delta P=\rho g\Delta H}
essendo ρ la densità del liquido, g la costante di gravità e H l'altezza media del menisco liquido.
In genere la viscosità del liquido viene confrontata con la viscosità di un altro liquido, per cui si impiega la viscosità relativa, che è data da:
{\displaystyle \eta _{r}={\frac {\eta }{\eta _{0}}}={\frac {t\rho }{t_{0}\rho _{0}}}}.
in cui t0 e ρ0 rappresentano il tempo di deflusso e la densità del liquido puro. Nel caso di soluzioni molto diluite, vale la seguente relazione: 
{\displaystyle \rho \simeq \rho _{0}}
e la cosiddetta "viscosità specifica" viene calcolata come:
{\displaystyle \eta _{sp}=\eta _{r}-1={\frac {t-t_{0}}{t_{0}}}}.
o in serie di potenze:
{\displaystyle \eta _{sp}=[\eta ]c+k[\eta ]^{2}c^{2}+.......}
oppure
{\displaystyle {\frac {\eta _{sp}}{c}}=[\eta ]+k[\eta ]^{2}c+.......}
in cui {\displaystyle {\frac {\eta _{sp}}{c}}} è il "numero di viscosità".
La viscosità intrinseca può essere determinata sperimentalmente misurando il numero di viscosità in funzione della concentrazione in corrispondenza dell'intercetta dell'asse delle ordinate.

## Viscosimetro di Engler

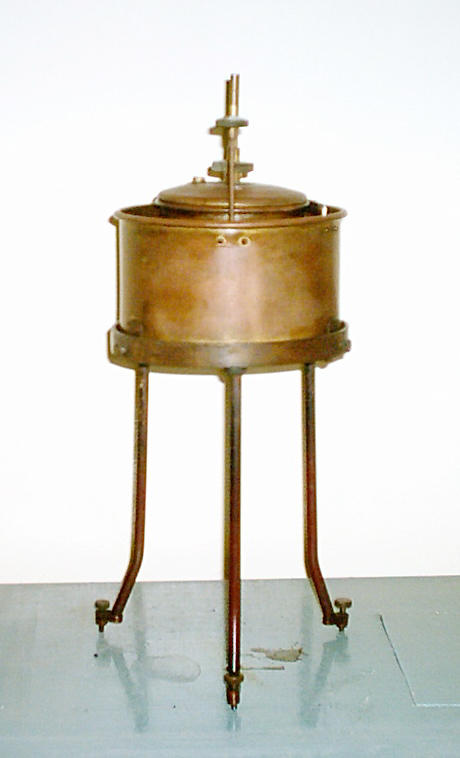
Viscosimetro di Engler

Il viscosimetro di Engler (in onore del suo inventore Karl Oswald Victor Engler) si basa sull'efflusso per gravità di una data quantità di fluido (200 ml) attraverso un capillare, necessario per generare il moto del liquido secondo un regime laminare. 
È costituito da un recipiente di modeste dimensioni in ottone, immerso in una vasca termostatica, provvisto di un foro calibrato (orifizio) disposto in basso ed al centro. Il rapporto fra il tempo impiegato da 200 ml del liquido in esame alla temperatura di prova ad effluire, attraverso il foro calibrato, nel matraccio disposto in asse, ed il tempo impiegato dallo stesso volume di acqua distillata alla stessa temperatura, esprime la viscosità in gradi engler (°E) del liquido in esame.

## Viscosimetro a rotazione
Il viscosimetro a rotazione (o "rotoviscosimetro") è costituito da un elemento rotante di forma cilindrica o sferica inserito in un contenitore cilindrico contenente il fluido di cui si vuole misurare la viscosità. 
Quando l'elemento rotante viene posto in movimento, a causa della viscosità del fluido, si esercita una coppia di forze sul contenitore cilindrico. 
Dalla misura dell'intensità della coppia si può risalire con precisione alla viscosità del fluido.

## Viscosimetro Brookfield
Questo tipo di viscosimetro invece misura la forza necessaria per mantenere in rotazione un disco od un cilindro, a velocità angolare costante immerso nel fluido da misurare.
Anche in questo caso la forza dipende dalla viscosità del fluido. Quindi si rende necessario che il fluido venga portato ad una temperatura di utilizzo.

## Viscosimetro a vibrazione
I viscosimetri di vibrazione sono sistemi robusti usati per misurare la viscosità nello stato trattato. La parte attiva del sensore è un'asta di vibrazione. L'ampiezza di vibrazione varia secondo la viscosità del liquido in cui l'asta è immersa. Questi tester di viscosità sono adatti a misurazione bloccando i liquidi fluidi e di grande viscosità (fino a 1.000.000 cP). Attualmente, molte industrie nel mondo considerano questi viscosimetri come il sistema più efficiente per misurare la viscosità, in contrapposizione ai viscosimetri di rotazione, che richiedono più manutenzione, non sono capaci di misurare bloccando il liquido e richiedono una frequente calibratura dopo uso intenso. La vibrazione dei viscosimetri non ha pezzi mobili, nessuna parte debole, e le parti sensibili sono molto piccole.

## Altri viscosimetri
I viscosimetri "coppa e peso" funzionano definendo l'esatto volume di campione che deve essere sottoposto a sforzo di taglio all'interno della cella; la coppia di torsione richiesta per raggiungere una certa velocità di rotazione è misurata e se ne ricava un grafico. Ci sono due geometrie classiche nei viscosimetri "coppa e peso", note come sistemi couette o searle, distinti dal fatto che sia il contenitore o il peso a ruotare. La coppa rotante è preferita in alcuni casi, poiché riduce la formazione di vortici di Taylor.

### Viscosimetro di Hoppler
Il viscosimetro di Hoppler è utilizzato per determinare liquidi ad alta viscosità, ed è basato sulla legge di Stokes. È formato da un tubo cilindrico di vetro sul quale sono segnati due traguardi h1 e h2 distanti normalmente circa 10 cm l'uno dall'altro. Il cilindro è a sua volta riempito con il liquido in esame e viene posto in posizione leggermente inclinata nell'interno di un bagno termostatato.
{\displaystyle {\frac {\mu _{1}}{\mu _{2}}}={\frac {(D-d_{1})t_{1}}{(D-d_{2})t_{2}}}}